# Абу Джабер аш-Шейх
Хашим аш-Шейх (араб. هاشم الشيخ‎), также известный под своим военным именем Абу Джабер аш-Шейх (араб. أبو جابر الشيخ‎) — командир повстанцев во время гражданской войны в Сирии, который является старшим лидером Хайят Тахрир аш-Шам. Сообщается, что он подал в отставку со своей должности в Ахрар аш-Шам, где служил старшим командиром, чтобы помочь командовать и руководить слиянием.

## Биография
Хашим аш-Шейх родился в 1968 году в сирийском городе Мескена.
Хашим, будущий Абу Джабер, получил степень бакалавра в области машиностроения в Университете Алеппо. После этого он работал на оборонных заводах недалеко от Сафиры. Его исламистская деятельность и оппозиция против баасистского правительства привели к тому, что он несколько раз арестовывался сирийским правительством. В 2005 году он был заключён в тюрьму Седная, печально известную тем, что содержала ряд других заключённых-салафитов, которые позже были освобождены.
25 сентября 2011 года, на ранней стадии гражданской войны в Сирии, Абу Джабер был освобождён из тюрьмы Седная вместе с рядом других салафитских и исламистских политических заключённых. Он присоединился к Харакат Фаджр аш-Шам аль-Исламия и сражался вместе с Фронтом ан-Нусра. Он возглавлял подгруппу в Харакат Фаджр аш-Шам аль-Исламия под названием Батальон Мусаба ибн Умайра, который стал одним из основателей Ахрар аш-Шам. По состоянию на 2017 год Абу Джабер был одной из трёх выживших фигур-основателей Ахрар аш-Шама.
В сентябре 2014 года основатель и командир Ахрар аш-Шам Хассан Абуд был убит вместе с 45 его боевиками во время взрыва в мухафазе Идлиб. Абу Джабер заменил его и стал командующим Ахрар аш-Шам. Он подал в отставку и был заменён Муханнадом аль-Масри (Абу Яхья аль-Хамави) в сентябре 2015 года. Пресс-секретарь Ахрар аш-Шам назвал период лидерства Абу Джабера «самым трудным» периодом группы.
15 февраля 2016 года во время наступления на севере Алеппо 8 повстанческих группировок присягнули на верность Абу Джаберу и создали Армию Алеппо для борьбы с сирийскими вооружёнными силами и Сирийскими демократическими силами, включая Армию революционеров.
28 января 2017 года Абу Джабер и десятки других командиров Ахрар аш-Шам объявили о своём выходе из Ахрар аш-Шам, поскольку пять основных суннитских исламистских повстанческих групп, включая Джейш аль-Ахрар и Джабхат Фатх аш-Шам, объединились в Хайят Тахрир аш-Шам. Абу Джабер стал амиром группы.
1 октября 2017 года Абу Джабер подал в отставку с поста генерального командующего Тахрир аш-Шамом, его заменил Абу Мухаммад аль-Джулани. Абу Джабер занял другую должность главы Шуры (высшего совета) ХТШ.